# Манджанте, Лоренцо
Лоре́нцо «Ре́нцо» Манджа́нте (распространена некорректная транскрипция Манья́нте; итал. Lorenzo “Renzo” Mangiante; 14 марта 1891, Брешиа, Ломбардия — 16 июня 1936, Куритиба) — итальянский гимнаст, чемпион летних Олимпийских игр 1912 и 1920 годов в командном первенстве. Старший брат Джованни Манджанте, гимнаста, олимпийского чемпиона 1912 года.

## Биография
На V Олимпийских играх (Стокгольм, Швеция, 1912 год), в многоборье по мужской спортивной гимнастике занял первое место.
На VII Олимпийских играх (Антверпен, Бельгия, 1920 год), занял также первое место.